# Jürgen Scheibe

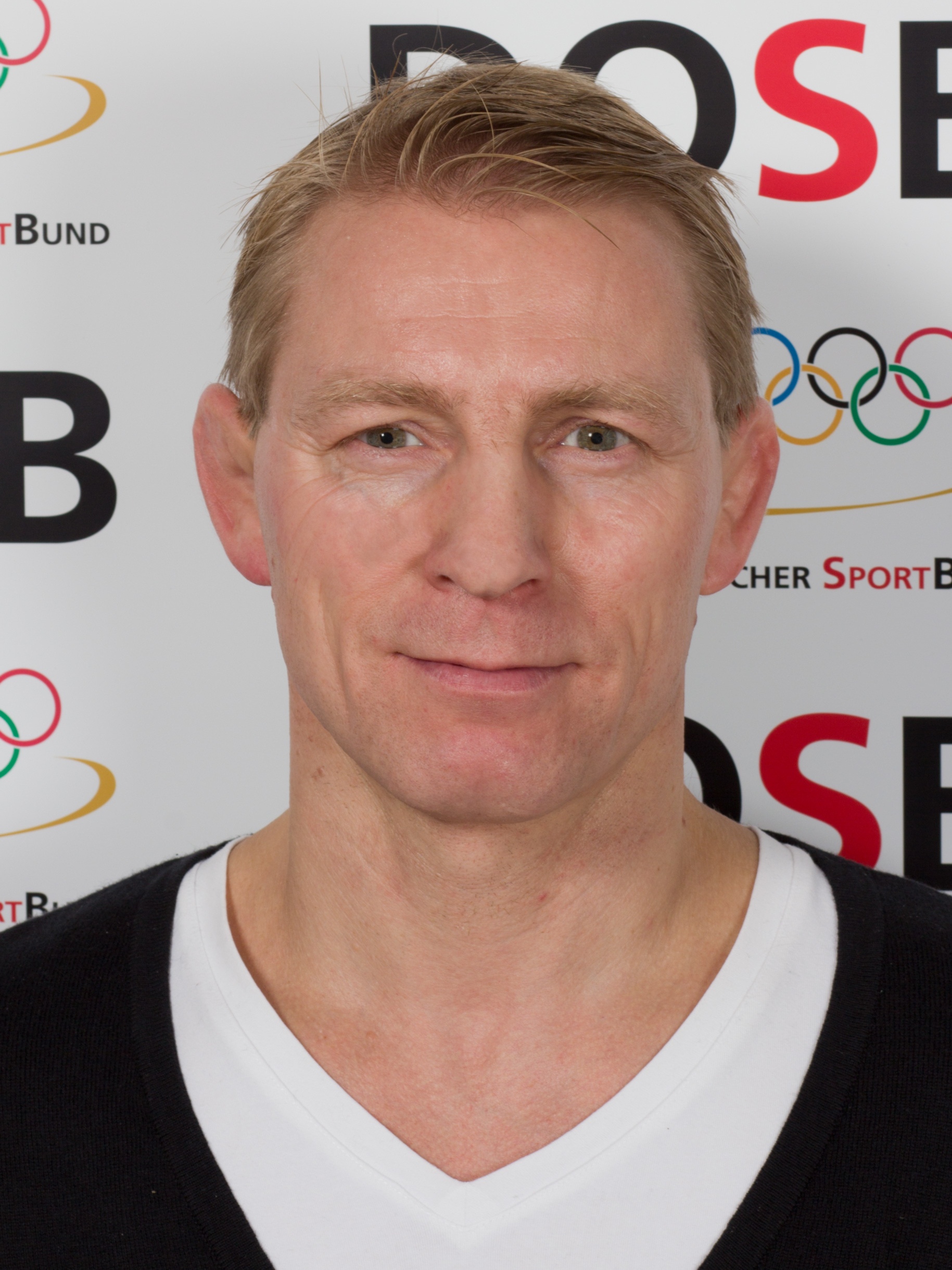
Jürgen Scheibe, 2012

Jürgen Scheibe (* 22. Oktober 1968 in Aschaffenburg) ist ein ehemaliger deutscher Ringer. Er war Vize-Europameister 1992 im freien Stil im Federgewicht.

## Werdegang
Jürgen Scheibe begann als Jugendlicher 1978 beim AC Bavaria Goldbach mit dem Ringen. Er konzentrierte sich dabei voll auf den freien Stil. Sein Trainer war dort Gerhard Weisenberger. Bereits als Jugendlicher und als Junior gehörte er in seiner jeweiligen Altersgruppe und Gewichtsklasse zu den besten deutschen Ringern. Von 1982 bis 1988 gewann er insgesamt sechs deutsche Meistertitel im Jugend- und Juniorenbereich, dazu kommen zwei deutsche Junioren-Mannschaftsmeistertitel 1981 und 1982, die er mit dem AC Bavaria Goldbach errang.
Jürgen Scheibe, der den Beruf eines Reiseverkehrskaufmannes erlernt hatte, war während seiner aktiven Zeit als Ringer Angehöriger der Bundeswehr, aus der er als Oberfeldwebel ausschied und zum Fachinformatiker umschulte.
Die internationale Karriere von Jürgen Scheibe begann 1985, als er bei der Junioren-EM (Juniors) in Bologna in der Gewichtsklasse bis 56 kg Körpergewicht den 3. Platz erreichte. Eine weitere Medaille gewann er bei der Junioren-Europameisterschaft (Espoirs) in Waldenburg/Polen, wo er im Bantamgewicht hinter dem sowjetischen Sportler Wadim Bogijew Zweiter wurde.
1988 belegte er bei der deutschen Meisterschaft der Senioren im Bantamgewicht hinter Laszlo Miklosch und Rolf Monschau zwar nur den 3. Platz, erkämpfte sich aber in einer internen Ausscheidung den Startplatz bei den Olympischen Spielen 1988 in Seoul. In Seoul gelang ihm zunächst ein Punktsieg über den Briten David Ogden, dann traf er aber auf den Olympiasieger und vielfachen Weltmeister Sergei Beloglasow, gegen den er zwar nach Punkten unterlag, diesem aber einen über weite Strecken offenen Kampf lieferte, wie der relativ knappe Sieg von Beloglasow mit 4:1 techn. Punkten bezeugt. Da Jürgen Scheibe aber auch den nächsten Kampf gegen den Kanadier Lawrence Holmes nach Punkten verlor (6:8 techn. Punkte) schied er aus und belegte in der Endabrechnung den 18. Platz.
1989 gewann Jürgen Scheibe dann bei der Europameisterschaft in Ankara im Bantamgewicht seine erste internationale Medaille bei den Senioren. Er schlug dabei im Kampf um den 3. Platz den Bulgaren Rumen Pawlow nach Punkten (2:1 techn. Punkte).
Sein nächster Einsatz bei einer internationalen Meisterschaft fand bei der Europameisterschaft 1991 in Stuttgart statt. Nach drei Siegen verlor er dort gegen Remzi Musaoğlu aus der Türkei und Zoran Šorov aus Jugoslawien und verpasste damit mit dem 4. Platz knapp eine Medaille. Bei der Weltmeisterschaft 1991 in Warna unterlag er gegen zwei Asiaten, Kim Jong-oh aus Südkorea und Ryo Kanehama aus Japan und kam nur auf den enttäuschenden 20. Platz.
1992 erreichte Jürgen Scheibe bei der Europameisterschaft in Kaposvár einen beachtlichen 5. Platz und kam bei den Olympischen Spielen in Barcelona mit zwei Siegen und zwei Niederlagen auf einen guten 7. Platz. Er scheiterte dabei an keinem Geringeren als dem amtierenden Weltmeister Sergei Smal aus Belarus.
Bei der Weltmeisterschaft 1993 in Toronto schied Jürgen Scheibe, erstmals im Federgewicht startend, nach einer Niederlage gegen den Südkoreaner Noh schon nach der ersten Runde aus und blieb unplatziert.
Im Jahre 1994 erreichte er dann aber in Istanbul mit einem 4. Platz im Federgewicht die beste Platzierung, die ihm bei einer Weltmeisterschaft gelang. Dabei wäre ihm beinahe großes Unrecht geschehen, denn er wurde in einem Pookampf mit 8:5 techn. Punkten Punktsieger über den späteren Olympiasieger und dreifachen Weltmeister Elbrus Tedejew aus der Ukraine. Die Mannschaftsleitung der Ukraine legte aber Protest gegen diese Wertung ein, dem stattgegeben wurde, womit plötzlich Tedejew mit 7:4 techn. Punkten gewonnen hatte. Daraufhin legte die deutsche Mannschaftsleitung einen Gegenprotest ein. Zwischenzeitlich standen aber schon Tedejew und Sergei Smal auf der Matte und warteten darauf, mit dem Kampf um den Poolsieg beginnen zu dürfen. Plötzlich erschien Jürgen Scheibe als dritter Ringer auf der Matte, weil dem Gegenprotest der deutschen Mannschaftsleitung stattgegeben worden war und er mit 9:8 techn. Punkten endgültig zum Sieger des Kampfes Scheibe gegen Tedejew erklärt wurde. Tedejew musste die Matte wieder räumen. Unter den gegebenen Umständen konnte sich Jürgen Scheibe natürlich nicht gut auf den Kampf gegen Smal vorbereiten, trotzdem unterlag er diesem nur knapp mit 6:8 techn. Punkten. Im Kampf um die Bronzemedaille unterlag er dann auch noch dem Italiener Giovanni Schillaci knapp nach Punkten.
Die beste Platzierung bei einer internationalen Meisterschaft erreichte Jürgen Scheibe bei der Europameisterschaft 1995 in Fribourg. Im Federgewicht kämpfte er sich dort bis in das Finale vor, in dem er gegen Magomed Azizow aus Russland einen hervorragenden Kampf zeigte und nur knapp mit 2:4 techn. Punkten unterlag. Bei der Weltmeisterschaft dieses Jahres in Atlanta hatte er Lospech, denn er traf gleich in der 1. Runde auf Magomed Azizow und unterlag diesem nach Punkten und auch in der zweiten Runge musste er sich dem starken Usbeken Ramil Islamow geschlagen gegen und kam damit nur auf den 29. Rang.
Bei der Europameisterschaft 1996 in Leipzig führte Jürgen Scheibe gegen Elbrus Tedejew bis wenige Sekunden vor Schluss mit 5:4 techn. Punkten, ließ sich dann aber noch eine "2" abnehmen und verlor damit mit 5:6 techn. Punkten. In der Endabrechnung belegte er bei dieser Meisterschaft aber noch einen guten 5. Platz. Bei den dritten Olympischen Spielen, an denen er teilnahm, denen von Atlanta, hatte Jürgen Scheibe wieder Lospech. Nach einem Sieg über Marty Calder aus Kanada traf er auf die Weltmeister Magomed Azizow und Sergei Smal. Gegen beide verlor er mit 1:8 und 2:8 techn. Punkten ziemlich deutlich. Er landete damit auf dem 13. Platz.
In den folgenden Jahren gelangen Jürgen Scheibe, außer einem 6. Platz bei der Europameisterschaft 1999 in Minsk keine vorderen Platzierungen bei internationalen Meisterschaften mehr. Bei den Olympischen Spielen 2000 in Sydney schied er nach Niederlagen gegen Serafim Barzakow aus Bulgarien und Ruslan Bodisteanu aus Rumänien nach der 2. Runde aus und kam nur auf den 19. Platz im Federgewicht.
Nach diesen Olympischen Spielen beendete Jürgen Scheibe, der in den letzten Jahren seiner Karriere noch für den KSV Aalen und den VfK Schifferstadt gerungen hat, seine Ringerlaufbahn.
Große Verdienste erwarb sich Jürgen Scheibe nach seiner aktiven Zeit als Trainer der deutschen Frauen-Nationalmannschaft der Ringerinnen. Er führte dabei Sportlerinnen wie Brigitte Wagner, Stefanie Stübner, Stéphanie Groß und Anita Schätzle zu großen internationalen Erfolgen.

## Internationale Erfolge
(OS = Olympische Spiele, WM = Weltmeisterschaft, EM = Europameisterschaft, F = freier Stil, Ba = Bantamgewicht, Fe = Federgewicht, damals bis 57 kg u. 62 kg bzw. 63 kg Körpergewicht)
- 1985, 3. Platz, Junioren-EM (Juniors) in Bologna, F, bis 56 kg Körpergewicht, hinter Khazar Isajew, UdSSR u. Dimitar Iliew, Bulgarien;
- 1986, 18. Platz, Junioren-WM (Juniors) in Schifferstadt, F, bis 56 kg Körpergewicht, Sieger: Danut-Dumitru Prefit, Rumänien vor Song Yun, Nordkorea u. Kendall Cross, USA;
- 1988, 2. Platz, Großer Preis der CSSR in Prag, F, Ba, hinter Lawrence Holmes, Kanada u. vor Jozef Schwendtner, CSSR;
- 1988, 3. Platz, Intern. Turnier in Palermo, F, Ba, hinter Rumen Pawlow, Bulgarien u. James Martin, USA;
- 1988, 2. Platz, Junioren-EM (Espoirs) in Waldenburg/Polen, F, Ba, hinter Wadin Bogijew, UdSSR u. vor Ismail Zurnacci, Türkei, Mustafa Sulja, Jugoslawien u. Markus Keller, DDR;
- 1988, 18. Platz, OS in Seoul, F, Ba, mit einem Sieg über David Ogden, Großbritannien u. Niederlagen gegen Sergei Beloglasow, UdSSR u. Lawrence Holmes, Kanada;
- 1989, 3. Platz, EM in Ankara, F, Ba, mit Siegen über Dariusz Grzywinski, Polen, Ana Radu, Rumänien u. Rumen Pawlow u. einer Niederlage gegen Kaimadulin Abdulbaikow, UdSSR;
- 1990, 4. Platz, Großer Preis der BRD in Saarbrücken, F, Fe, hinter Ralf Lyding, BRD, Karsten Polky, DDR u. gemeinsam mit Sin Sang-kyu, Südkorea;
- 1990, 3. Platz, CISM-Militär-WM in Quantico/USA, F, Fe;
- 1991, 4. Platz, EM in Stuttgart, F, Ba, mit Siegen über Kostas Dragatsikis, Griechenland, Vega Mäki-Turja, Finnland u. Ana Radu u. Niederlagen gegen Remzi Musaoğlu, Türkei u. Zoran Šorov, Jugoslawien;
- 1991, 20. Platz, WM in Warna, F, Ba, nach Niederlagen gegen Kim Jong-oh, Südkorea u. Ryo Kanehama, Japan;
- 1991, 1. Platz, CISM-Militär-WM in Istanbul, F, Fe, vor Tony Dickens, USA, Muharrem Demiregen, Türkei, D. Albero, Italien u. A. Harkunen, Finnland;
- 1992, 5. Platz, EM in Kaposvár, F, Ba, mit Siegen über Andres Iniesta, Spanien, Wolfgang Muggenthaler, Schweiz u. Béla Nagy, Ungarn u. Niederlagen gegen Rumen Pawlow u. Remzi Musaoglu;
- 1992, 7. Platz, OS in Barcelona, F, Ba, mit Siegen über Zoran Šorov u. Tebe Dorgu, Nigeria u. Niederlagen gegen Kim Jong Sik, Nordkorea u. Sergei Smal, GUS;
- 1993, 5. Platz, "Alexander-Medwed"-Turnier in Kiew, F, Fe, hinter Oleg Gogol, Belarus, Christos Polychronidis, Griechenland, Ralf Lyding, BRD u. Alexei Bardachanow, Russland;
- 1993, 2. Platz, Großer Preis der Slowakei in Bratislava, F, Fe, hinter Schmidgunszt, Ungarn, vor Torsten Gut, Deutschland u. P. Otros, Slowakei;
- 1993, unpl., WM in Toronto, F, Fe, nach Niederlage gegen Noh, Südkorea;
- 1994, 4. Platz, Großer Preis von Deutschland in Wiesental, F, Fe, hinter Sergei Schmal, Christos Polychronidis u. Giovanni Schillaci, Italien;
- 1994, 4. Platz, WM in Istanbul, F, Fe, mit Siegen über Hamid Bakija, Mazedonien, Alasta Armad, Syrien, Elbrus Tedejew, Ukraine u. Muharrem Demiregen u. Niederlagen gegen Sergei Smal, Belarus u. Giovanni Schillaci;
- 1995, 2. Platz, Großer Preis von Deutschland in Leipzig, F, Fe, hinter Sergei Smal u. vor Ismail Faikoğlu, Türkei, Ralf Lyding und Sedat Dagdemir, bde, Deutschland;
- 1995, 2. Platz, EM in Fribourg, F, Fe, mit Siegen über Rowschan Hadschijew, Aserbaidschan, Stefan Fernyak, Slowakei u. Giorgios Mustopoulos, Griechenland u. einer Niederlage gegen Magomed Azizow, Russland;
- 1995, 29. Platz, WM in Atlanta, F, Fe, nach Niederlagen gegen Magomed Azizow u. Ramil Islamow, Usbekistan;
- 1995, 3. Platz, CISM-Militär-WM, F. Fe, hinter Michail Cernow, Ukraine u. Selimkhan Achmadow, Russland, vor Reza Safaee, Iran u. Giovanni Schillaci;
- 1996, 5. Platz, Großer Preis von Deutschland in Leipzig, F, Fe, hinter Ramil Islamow, Sergei Smal, Selinkhan Achmadow, Russland u. Marty Calder, Kanada;
- 1996, 5. Platz, EM in Budapest, G, Fe, mit Siegen über Nidoc Cokaj, Albanien, Mase Spasow, Mazedonien, Stefan Fernyak, Slowakei u. Istvan Demeter, Ungarn u. einer Niederlage gegen Elbrus Tedejew;
- 1996, 13. Platz, OS in Atlanta, F, Fe, mit einem Sieg über Marty Calder u. Niederlagen gegen Magomed Azizow u. Sergei Smal;
- 1997, 9. Platz, EM in Warschau, F, Fe, mit Siegen über Bagdarjan, Armenien u. Ruslan Bodisteanu, Rumänien u. Niederlagen gegen Magomed Azizow u. Serban-Florian Mumjiew, Rumänien;
- 1997, 5. Platz, Weltcup in Stillwater, Oklahoma, F, Fe, hinter John Fisher, USA, Carlos Juan Ortiz Castillo, Kuba, Welichan Alachwerdijew, Russland u. Marty Calder;
- 1998, 2. Platz, Großer Preis von Deutschland in Leipzig (FILA-Test-Turnier), F, Fe, hinter Marty Calder u. vor Zsolt Bankuti, Ungarn, Thomas Kaczanowicz u. Olaf Bock, bde, BRD u. Ruslan Bodisteanu;
- 1998, 16. Platz, EM in Bratislava, F, Fe, mit einem Sieg über Zsolt Bankuti u. Niederlagen gegen Serafim Barzakow, Bulgarien u. Alexei Solowjew, Russland;
- 1998, 2. Platz, Welt-Cup in Stillwater, Oklahoma, F, Fe, hinter Cary J. Kolat, USA, vor Abbas Haji Kenari, Iran u. Andrei Jakowljew, Russland;
- 1998, 11. Platz, WM in Teheran, F, Fe, mit einem Sieg über Hennie Bakker, Südafrika u. Niederlagen gegen Elbrus Tedejew u. Cary J. Kolat;
- 1999, 6. Platz, EM in Minsk, F, Fe, mit Siegen über Auto Raska, Estland u. Vehbi Majdari, Niederlande u. einer Niederlage gegen Serban-Florian Mumjiew;
- 1999, 4. Platz, Welt-Cup in Spokane, F, Fe, hinter Cary J. Kolat, Mohammad Baraati, Iran u. Carlos Julian Ortiz Castillo;
- 1999, 32. Platz, WM in Ankara, F, Fe, nach Niederlagen gegen Ismail Bozijew, Kasachstan u. Elman Asgarow, Aserbaidschan;
- 2000, 7. Platz, Olympia-Qualif.-Turnier in Minsk, F, Fe, Sieger: Schamil Effendiew, Aserbaidschan vor Ruslan Bodisteanu u. Schamzo Lchamadschapow, Russland;
- 2000, 5. Platz, Olympia-Qualif.-Turnier in Leipzig, F, Fe, hinter Murat Umachanow, Russland, Ruslan Bodisteanu, Stefan Fernyak u. Serban-Florian Mumijew, vor Nikolai Sawin, Belarus;
- 2000, 8. Platz, Olympia-Qualif.-Turnier in Tokio, F, Fe, Sieger: David Pogosjan, Georgien vor Kazuyuki Miyata, Japan u. Sergei Smal;
- 2000, 19. Platz, OS in Sydney, Fe, Fe, nach Niederlagen gegen Serafim Barzakow, Bulgarien u. Ruslan Bodisteanu.

## Deutsche Meisterschaften
- 1988, 3. Platz, F, Ba, hinter Laszlo Miklosch, Schifferstadt u. Rolf Monschau, Duisdorf,
- 1989, 2. Platz, F, Ba, hinter Laszlo Miklosch u. vor Rolf Monschau,
- 1990, 2. Platz, F, Fe, hinter Jörg Helmdach, Duisdorf u. vor Jürgen Koch, Aalen,
- 1991, 2. Platz, F, Ba, hinter Laszlo Miklosch u. vor Lukas Kuhner, Schramberg,
- 1992, 1. Platz, F, Ba, vor Andreas Buchhorn, Leipzig u. Fazli Yeter, Köllerbach,
- 1994, 4. Platz, F, Fe, hinter Christian Graupeter, Witten, Sedat Dagdemir, Berlin u. Ali Topsakal, Waldaschaff,
- 1995, 1. Platz, F, Fe, vor Ahmed Senygit, Nürnberg u. Christian Graupeter,
- 1996, 1. Platz, F, Fe, vor Christian Graupeter u. Engin Ürün, Schaafheim,
- 1997, 1. Platz, F, Fe, vor Engin Ürün u. Thomas Kaczanowicz, Schifferstadt,
- 1999, 1. Platz, F, Fe, vor Olaf Brandt, Luckenwalde und Engin Ürün, Markneukirchen

Zudem wurde Jürgen Scheibe mit dem AC Bavaria Goldbach (8 ×) und dem VfK Schifferstadt (1 ×) insgesamt neunmal deutscher Mannschaftsmeister.